# 陸健
陸健（1465年—？），字文順，浙江寧波縣鄞縣人，軍籍，明朝政治人物。

## 生平
弘治十一年（1498年）戊午科浙江鄉試第三十二名舉人。弘治十五年（1502年）中式壬戌科會試第二百三十一名，二甲第三十八名進士。授刑部主事，升署员外郎事主事，正德三年（1508年）四月升贵州按察司佥事，六年五月升福建副使。

## 家族
曾祖陸應祥；祖父陸瑀；父陸埁，母蔣氏。永感下。兄陸儒。